# لیزی ایکرز (کلرادو)
لیزی ایکرز (به انگلیسی: Lazy Acres) یک منطقهٔ مسکونی در ایالات متحده آمریکا است که در شهرستان بولدر، کلرادو واقع شده‌است. لیزی ایکرز ۱۳٫۷ کیلومتر مربع مساحت و ۹۲۰ نفر جمعیت دارد و ۲٬۱۳۳٫۶۳ متر بالاتر از سطح دریا واقع شده‌است.